# Barranda
Barranda est un petit village de Murcie appartenant à la municipalité de  Caravaca de la Cruz. Selon le recensement de 2005 on compte 865 habitants.

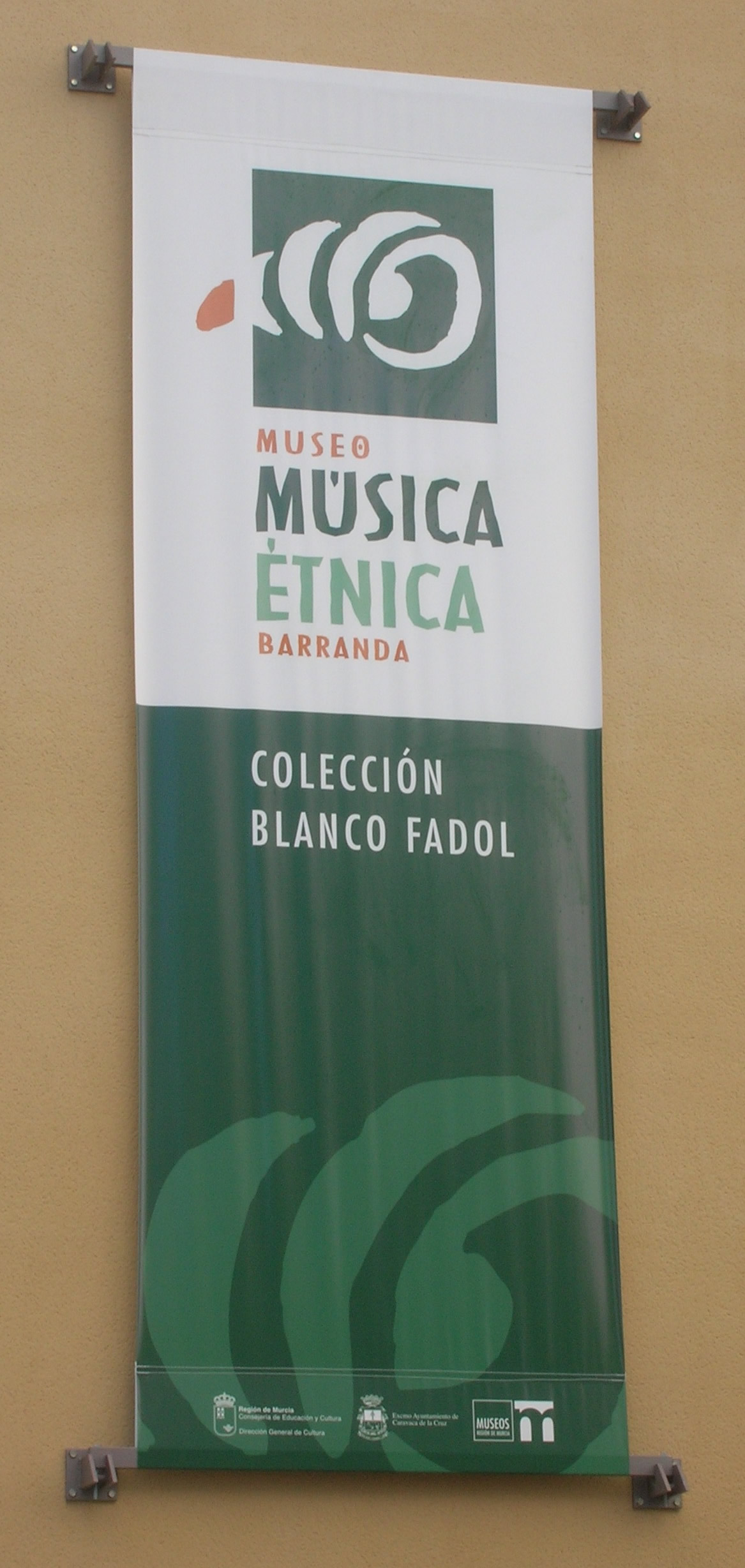
Un musée de Musique Ethnique de Barranda
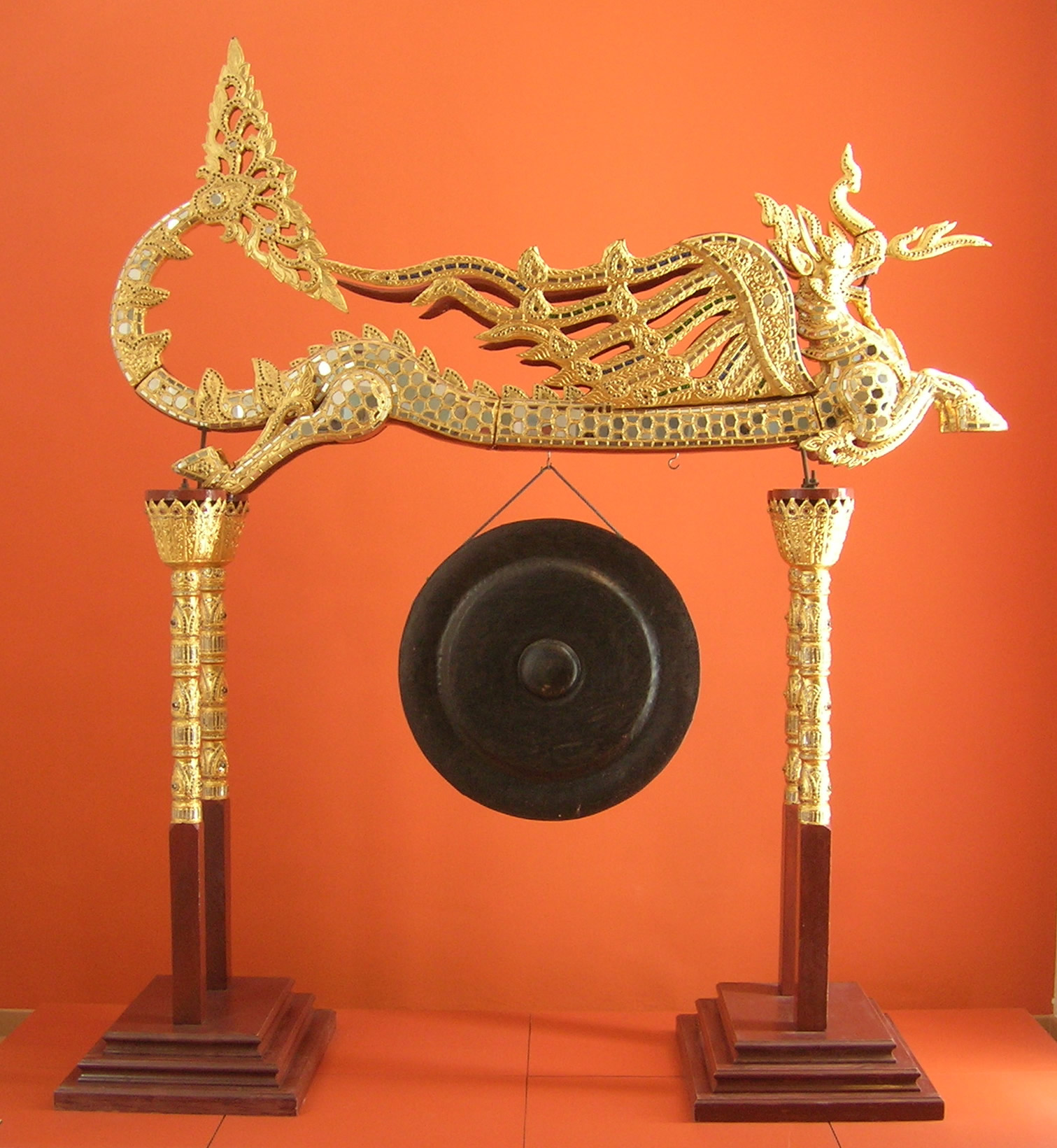
Un musée de Musique Ethnique de Barranda